# أنا فان دير بريغين
أنّا فان دير بريغين (مواليد 18 نيسان\أبريل 1990) هي لاعبة سباق الدراجات الهوائية من هولندا. نافست في بطولة الاتحاد الدولي للدراجات- سباق الدراجات على الطرقات للسيدات عام 2013 والذي أقيم في فلورنسا أثناء مشاركتها في السباق الزمني في بطولة العالم لسباق الدراجات على الطريق 2014 في بونفيرادا في إسبانيا، كسرت أنّا حوضها بسبب حادثة تصادم بعد شفاءها، كانت أولى مشاركاتها سباق أوملوب هيت نيوسلباد عام 2015. استطاعت مع إيلين فان دايك التخلص من مجموعة المقدمة المكونة من 15 متسابقة لمسافة 30 كم. ما مكنها من الفوز في السباق. في حزيران 2015، نافست في دورة الألعاب الأوروبية 2015 لصالح الفريق الهولندي وفازت بالميدالية البرونزية في سباق ركوب الدراجات على الطرقات للسيدات. في كانون الأول 2015، فازت بكأس «غيرت شولتي» كأفضل درّاج هولندي للعام 
في 7 آب (أغسطس) عام 2016، فازت بالميدالية الذهبية في الألعاب الأولمبية الصيفية 2016 المقامة في ريو في البرازيل
أصبحت أنّا لاعبة محترفة عام 2012 مع «فريق سينغرز للدراجات للسيدات». في شهر تموز (يوليو) من ذات العام، فازت بثلاث جولات من أصل أربعة من بطولة «تور دي بريتان» للسيدات، ومن ثم فازت بالتصنيف العام بفارق ثلاث دقائق. كما فازت أيضاً بجولات السرعة في «طواف السيدات في ليموزين» وبالميدالية الذهبية في بطولة أوروبا للدراجات. وبالتالي اختيرت للمشاركة في بطولة العالم لسباق الدراجات على الطريق 2012.

## قائمة الفوز
موسم فريق سينغرز للسيدات - 2012
الأولى بالمجموع العام في بطولة تور دي بريتان
الأولى في المراحل 1، 2، 4
الأولى في بطولة أوروبا للدراجات على الطرقات
2013
الثانية في المجموع العام في بطولة الكأس الذهبية للسيدات
الثالثة في بطولة GP de Plouay
موسم فريق رابو ليف للدراجات للسيدات 2014
 الأولى في المجموع العام في طواف النرويج للدراجات للسيدات 2014
الأولى في المرحلة الأولى
الأولى في تصنيف النقاط
الأولى في المجموع العام في بطولة  سباق الجائزة الكبرى إلسي جاكوبس
الأولى في المرحلة الأولى
الثانية في بطولة كأس العالم روندي فان درينثي 2014
الثانية أوبن دي سويد فارجاردا - سباق الطريق 2014
الثانية في المجموع العام في طواف بلجيكا 2014
الأولى في تصنيف الطواف الجبلي
1st TTT Stage 2
1st Stage 4
الثالثة في المجموع العام في جولة أوسكال للسيدات 2014
التصنيف الأول في الطرقات الجبلية
الثالثة في المجموع العام في بطولة طواف إيطاليا للسيدات 2014
2015
المركز الأول في المجموع العام في طواف إيطاليا للسيدات 2014 
الأولى في المرحلة 8
المركز الأول  المجموع العام في بطولة الجائزة الكبرى إلسي جاكوبز
الافتتاحية الأولى (ITT)
المركز الأول في بطولة الزمن الوطنية 
المركز الأول في بطولة فليش واييون للسيدات 2015
المركز الأول في بطولة أوملوب هيت نيوسبلاد -سباق السيدات 2015
المركز الأول في بطولة فرنسا للدراجات 2015
المركز الأول في طواف إنغرغيواشت 2015 
الافتتاحية الأولى & الجولة 4
المركز الثاني في بطولة العالم للدراجات التي يقيمها الاتحاد الدولي للدراجات 
المركز الثاني في المجموع العام في بطولة كأس العالم للدراجات على الطرقات للسيدات التي يقيمها الاتحاد الدولي
المركز الثاني في بطولة سايمن للسيدات
المركز الثالث في بطولة تروفيو ألفريدو بندا للسيدات
المركز الثالث في بطولة فلاندر للسيدات 2015
المركز الثالث في المجموع العام في بطولة بلجيكا 2015
المركز الأول في تصنيف الطرق الجبلية
المرحلة الأولى 4
2016
المركز الأول في سباق الدراجات على الطرقات للسيدات -أفراد  في الألعاب الأولمبية الصيفية 2016
المركز الأول في بطولة أوملوب فان دي إيسلديلتا
المركز الأول في بطولة فليش واييون للسيدات 2016 في بلجيكا
المركز الثالث في المجموع العام في بطولة الجائزة الكبرى إليسي جاكوبز
المركز الثالث في المجموع العام في بطولة طواف إيطاليا للسيدات

### سباقات أو مراحل فاز بها
| التاريخ        | السباق                                                                    | المركز                                                                 |
| -------------- | ------------------------------------------------------------------------- | ---------------------------------------------------------------------- |
| 01 أبريل 2012  | طواف فلاندرز للسيدات 2012                                                 | التاسع في التصنيف العام                                                |
| 02 يونيو 2012  | 2012 Omloop van de IJsseldelta                                            |                                                                        |
| 07 يوليو 2012  | طواف إيطاليا للسيدات 2012                                                 | الخامس في تصنيف أفضل شاب                                               |
| 15 يوليو 2012  | طواف بريتاني فيمينين 2012                                                 |                                                                        |
| 09 أغسطس 2012  | 2012 European Road Cycling Championships Women U23 ITT                    |                                                                        |
| 22 أغسطس 2012  | Trophée d'Or féminin 2012                                                 |                                                                        |
| 25 أغسطس 2012  | Grand Prix de Plouay féminin 2012                                         | الرابع في التصنيف العام                                                |
| 30 سبتمبر 2012 | Duo normand Féminin 2012                                                  |                                                                        |
| 01 يناير 2013  | سباق الدراجات على الطريق للسيدات 2013                                     | الخامس في تصنيف النقاط                                                 |
| 01 يناير 2013  | كأس العالم لسباق الدراجات على الطريق للسيدات 2013                         | الرابع في تصنيف النقاط                                                 |
| 23 فبراير 2013 | طواف نيوشبلاد للسيدات 2013                                                | الثامن في التصنيف العام                                                |
| 07 أبريل 2013  | هيلثي أجينج تور 2013                                                      |                                                                        |
| 01 يونيو 2013  | 2013 Omloop van de IJsseldelta                                            |                                                                        |
| 28 أغسطس 2013  | Trophée d'Or féminin 2013                                                 |                                                                        |
| 01 يناير 2014  | 2014 Omloop van de IJsseldelta                                            |                                                                        |
| 27 أبريل 2014  | Dwars door de Westhoek 2014                                               | الأول في التصنيف العام                                                 |
| 04 مايو 2014   | جراند بريكس إلسي جاكوبس 2014                                              |                                                                        |
| 15 يونيو 2014  | طواف الباسك للسيدات 2014                                                  | الأول في تصنيف الجبال، الثالث في التصنيف العام، الثالث في تصنيف النقاط |
| 17 أغسطس 2014  | طواف النرويج للسيدات 2014                                                 | الأول في التصنيف العام، الأول في تصنيف النقاط، الثاني في تصنيف الجبال  |
| 15 سبتمبر 2014 | 2014 Lotto Belisol Belgium Tour                                           |                                                                        |
| 01 يناير 2015  | سباق الدراجات على الطريق للسيدات 2015                                     | الأول في تصنيف النقاط                                                  |
| 01 يناير 2015  | 2015 Omloop van Borsele-ITT                                               |                                                                        |
| 28 فبراير 2015 | طواف نيوشبلاد للسيدات 2015                                                | الأول في التصنيف العام                                                 |
| 04 مارس 2015   | لي سامين ديس دامس 2015                                                    |                                                                        |
| 22 أبريل 2015  | فليش والون للسيدات 2015                                                   | الأول في التصنيف العام                                                 |
| 03 مايو 2015   | جراند بريكس إلسي جاكوبس 2015                                              |                                                                        |
| 24 يونيو 2015  | سباق الدراجات ضد الساعة للسيدات في بطولة هولندا 2015                      |                                                                        |
| 12 يوليو 2015  | طواف إيطاليا للسيدات 2015                                                 |                                                                        |
| 26 يوليو 2015  | سباق لو تور دو فرانس 2015                                                 | الأول في التصنيف العام                                                 |
| 11 سبتمبر 2015 | 2015 Lotto Belisol Belgium Tour                                           |                                                                        |
| 22 سبتمبر 2015 | سباق الزمن للسيدات في بطولة العالم 2015                                   |                                                                        |
| 26 سبتمبر 2015 | 2015 سباق الطريق للسيدات في بطولة العالم لسباق الدراجات على الطريق        |                                                                        |
| 16 أبريل 2016  | 2016 Omloop van de IJsseldelta                                            | الأول في التصنيف العام                                                 |
| 20 أبريل 2016  | فليش والون للسيدات 2016                                                   | الأول في التصنيف العام                                                 |
| 07 أغسطس 2016  | سباق الطريق للسيدات في ركوب الدراجات الأولمبية الصيفية 2016               |                                                                        |
| 10 أغسطس 2016  | ركوب الدراجات في الألعاب الأولمبية الصيفية 2016 - سباق الزمن فردي للسيدات |                                                                        |
| 17 سبتمبر 2016 | سباق الطريق لنخبة السيدات - بطولة أوروبا للدراجات 2016                    | الأول في التصنيف العام                                                 |
| 01 يناير 2017  | طواف العالم للدراجات للسيدات 2017                                         |                                                                        |
| 16 أبريل 2017  | سباق أمستل الذهبي للسيدات 2017                                            | الأول في التصنيف العام                                                 |
| 19 أبريل 2017  | فليش والون للسيدات 2017                                                   | الأول في التصنيف العام                                                 |
| 23 أبريل 2017  | لييج-باستون-لييج للسيدات 2017                                             | الأول في التصنيف العام                                                 |
| 14 مايو 2017   | طواف أمجين كاليفورنيا للسيدات 2017                                        | الأول في التصنيف العام، الثالث في تصنيف الجبال، الثالث في تصنيف النقاط |
| 21 يونيو 2017  | سباق الدراجات ضد الساعة للسيدات في بطولة هولندا 2017                      |                                                                        |
| 09 يوليو 2017  | طواف إيطاليا للسيدات 2017                                                 | الأول في التصنيف العام، الثالث في تصنيف الجبال، الثالث في تصنيف النقاط |
| 22 يوليو 2017  | سباق لو تور دو فرانس 2017                                                 |                                                                        |
| 29 يوليو 2017  | رايد لندن الكلاسيكي 2017                                                  |                                                                        |
| 13 أغسطس 2017  | أوبن دي سويد فارجاردا - سباق الطريق 2017                                  |                                                                        |
| 20 أغسطس 2017  | طواف النرويج للسيدات 2017                                                 |                                                                        |
| 26 أغسطس 2017  | جي بي دي بلواي 2017                                                       |                                                                        |
| 10 سبتمبر 2017 | سباق سيراتزيت تشالنج 2017                                                 |                                                                        |
| 03 مارس 2018   | ستراد بينك للسيدات 2018                                                   | الأول في التصنيف العام، الأول في تصنيف النقاط                          |
| 11 مارس 2018   | روند فان درينثي كأس العالم 2018                                           | الأول في تصنيف النقاط                                                  |
| 01 أبريل 2018  | طواف فلاندرز للسيدات 2018                                                 | الأول في التصنيف العام، الثاني في تصنيف النقاط                         |
| 18 أبريل 2018  | فليش والون للسيدات 2018                                                   | الأول في التصنيف العام، الأول في تصنيف النقاط                          |
| 22 أبريل 2018  | لييج-باستون-لييج للسيدات 2018                                             | الأول في التصنيف العام، الأول في تصنيف النقاط                          |
| 17 مايو 2018   | 2018 Durango-Durango Emakumeen Saria                                      | الأول في التصنيف العام                                                 |
| 19 مايو 2018   | طواف أمجين كاليفورنيا - للسيدات 2018                                      |                                                                        |
| 22 مايو 2018   | طواف الباسك للسيدات 2018                                                  | الأول في تصنيف النقاط، الثالث في التصنيف العام، الثالث في تصنيف الجبال |
| 17 يونيو 2018  | طواف السيدات 2018                                                         |                                                                        |
| 27 يونيو 2018  | سباق الدراجات ضد الساعة للسيدات في بطولة هولندا 2018                      |                                                                        |
| 15 يوليو 2018  | طواف إيطاليا للسيدات 2018                                                 |                                                                        |
| 17 يوليو 2018  | سباق لو تور دو فرانس 2018                                                 | الأول في تصنيف النقاط، الثاني في التصنيف العام                         |
| 28 يوليو 2018  | رايد لندن الكلاسيكي 2018                                                  | الأول في تصنيف النقاط                                                  |
| 11 أغسطس 2018  | أوبن دي سويد فارجاردا - سباق الزمن للفرق 2018                             |                                                                        |
| 13 أغسطس 2018  | أوبن دي سويد فارجاردا - سباق الطريق 2018                                  | الأول في تصنيف النقاط                                                  |
| 16 أغسطس 2018  | 2018 Ladies Tour of Norway, TTT                                           |                                                                        |
| 29 سبتمبر 2018 | سباق الطريق للسيدات في بطولة العالم 2018                                  | الأول في التصنيف العام                                                 |
| 24 أبريل 2019  | فليش والون للسيدات 2019                                                   | الأول في التصنيف العام                                                 |
| 18 مايو 2019   | طواف أمجين كاليفورنيا - للسيدات 2019                                      | الأول في التصنيف العام، الأول في تصنيف النقاط، الرابع في تصنيف الجبال  |
| 26 يونيو 2019  | سباق الدراجات ضد الساعة للسيدات في بطولة هولندا 2019                      |                                                                        |
| 31 أغسطس 2019  | جي بي دي بلواي 2019                                                       | الأول في التصنيف العام، الخامس في تصنيف النقاط                         |
| 01 يناير 2020  | سباق الدراجات على الطريق للسيدات 2020                                     | الأول في تصنيف النقاط                                                  |
| 23 فبراير 2020 | سيتمانا فالنسيا 2020                                                      |                                                                        |
| 22 أغسطس 2020  | سباق الطريق للسيدات في بطولة هولندا 2020                                  |                                                                        |
| 24 أغسطس 2020  | سباق الزمن لنخبة السيدات في بطولة أوروبا 2020                             | الأول في التصنيف العام                                                 |
| 19 سبتمبر 2020 | طواف إيطاليا للسيدات 2020                                                 | الأول في التصنيف العام، الثاني في تصنيف النقاط، السادس في تصنيف الجبال |
| 24 سبتمبر 2020 | سباق الزمن للسيدات في بطولة العالم 2020                                   | الأول في التصنيف العام                                                 |
| 26 سبتمبر 2020 | سباق الطريق للسيدات في بطولة العالم 2020                                  | الأول في التصنيف العام                                                 |
| 30 سبتمبر 2020 | فليش والون للسيدات 2020                                                   | الأول في التصنيف العام، الأول في تصنيف النقاط                          |
| 27 فبراير 2021 | طواف نيوشبلاد للسيدات 2021                                                | الأول في التصنيف العام                                                 |
| 21 أبريل 2021  | فليش والون للسيدات 2021                                                   | الأول في التصنيف العام، الخامس في تصنيف النقاط                         |
| 16 مايو 2021   | 2021 Gran Premio Ciudad de Eibar                                          | الأول في التصنيف العام                                                 |
| 18 مايو 2021   | 2021 Durango-Durango Emakumeen Saria                                      | الأول في التصنيف العام                                                 |
| 23 مايو 2021   | فويلتا بورجوس للسيدات 2021                                                | الأول في التصنيف العام، الأول في تصنيف الجبال، الأول في تصنيف النقاط   |
| 16 يونيو 2021  | سباق الطريق ضد الساعة للسيدات في بطولة هولندا 2021                        |                                                                        |
| 11 يوليو 2021  | طواف إيطاليا للسيدات 2021                                                 | الأول في التصنيف العام، الأول في تصنيف النقاط، الثالث في تصنيف الجبال  |
| 16 فبراير 2025 | Semaine cycliste valencienne 2025                                         |                                                                        |

## وصلات خارجية
- أنا فان دير بريغين على موقع الاتحاد الدولي للدراجات (الإنجليزية)
- أنا فان دير بريغين على موقع أرشيف الدراجات (الإنجليزية)
- أنا فان دير بريغين على موقع إحصائيات الدراجات الإحترافية (الإنجليزية)
- أنا فان دير بريغين على موقع نسبة الدراجات (الإنجليزية)
- أنا فان دير بريغين على موقع CycleBase (الإنجليزية)
- أنا فان دير بريغين على موقع اللجنة الأولمبية الدولية (الإنجليزية)
- أنا فان دير بريغين على موقع أوليمبيديا (الإنجليزية)
- أنا فان دير بريغين على موقع تيم أن.أل (الهولندية)
- أنا فان دير بريغين على موقع اللجنة الأولمبية الهولندية (الهولندية)